# Kresťanská únia
Kresťanská únia  (zkratka KÚ, česky Křesťanská unie) je slovenská národně konzervativní politická strana. Předsedou strany je Milan Krajniak. Od roku 1998 do roku 2019 strana nesla název Nezávislé fórum.

## Účast ve volbách
V parlamentních volbách v roce 2020 členové strany kandidovali na kandidátkách hnutí OĽaNO a strana získala pět poslanců.
V parlamentních volbách v roce 2023 strana v koalici s OĽaNO a ZA ĽUDÍ získala 8,89 % hlasů. Strana získala dva poslance, Richarda Vašečku a svou tehdejší předsedkyni Annu Záborskou.
V prezidentských volbách v roce 2024 strana podporovala historika Patrika Dubovského.

## Volební výsledky

### Parlamentní volby
| Volby | Počet hlasů | Hlasy v % | Změna | Mandátů | Změna | Postavení | Poznámky                                                             |
| ----- | ----------- | --------- | ----- | ------- | ----- | --------- | -------------------------------------------------------------------- |
| 2023  | 264 137     | 8,89      | –     | 2       | –     | Opozice   | V koalici se stranami OBYČAJNÍ ĽUDIA a nezávislé osobnosti a ZA ĽUDÍ |

## Kritika
Strana je kritizována za své ultrakonzervativní postoje, například zpřísnění interrupcí. Strana také otevřeně vystupuje proti rovným právům homosexuálů a transgender osob.